# Pounamu
Pounamu je izraz za več vrst trdega in vzdržljivega kamna, ki ga najdemo na Južnem otoku Nove Zelandije. Na Novi Zelandiji so zelo cenjeni, rezbarije iz pounamuja pa igrajo pomembno vlogo v maorski kulturi.

## Ime
Maorska beseda pounamu, ki se uporablja tudi v novozelandski angleščini, se nanaša na dve glavni vrsti zelenega kamna, cenjenega za rezbarjenje: nefritni žad, ki ga Maori uvrščajo med kawakawa, kahurangi, īnanga in druga imena, odvisno od barve; in prosojni bovenit, vrsta serpentina, znan kot tangiwai. Prednost ima skupni izraz pounamu, saj so druga imena v splošni rabi zavajajoča, na primer novozelandski žad (ni vsak pounamu žad) in zeleni kamen (generični izraz, ki se uporablja za nepovezan kamen iz mnogih držav). Pounamu najdemo le na Novi Zelandiji, medtem ko je velik del izklesanega 'zelenega kamna', ki se prodaja v trgovinah s spominki, žad, pridobljen iz tujine.
Maorska klasifikacija pounamu je po barvi in videzu; odtenek zelene se ujema z barvo, ki jo najdemo v naravi, nekateri odtenki pa vsebujejo lise rdeče ali rjave.
- Īnanga pounamu je dobil ime po domači sladkovodni ribi Galaxias maculatus, eni od pogostih vrst bele vabe na Novi Zelandiji, in je biserno bele ali sivozelene barve. Razlikuje se od prosojne do neprozorne.[4] Īnanga je bila sorta, ki so jo Maori najbolj cenili zaradi okraskov in palic s kratkim ročajem.
- Kahurangi pounamu je zelo prosojen in ima živo svetlo zelen odtenek brez madežev ali napak. Njegovo ime je maorska beseda za osebo visokega ranga in je najredkejša različica pounamu. To je bil najprimernejši kamen za izdelavo toki poutangata (ceremonialni adzes), ki je bil v lasti rangatira (maorskih poglavarjev).[5]
- Kawakawa pounamu ima odtenke bogate temno zelene barve, pogosto z majhnimi temnimi lisami ali vključki, ime pa je dobil po podobno obarvanih listih drevesa kawakawa (Piper excelsum). Je najpogostejša različica pounamuja in se danes najpogosteje uporablja pri izdelavi nakita.[6] Eden njegovih glavnih virov je reka Taramakau na zahodni obali.
  - Totoweka je redka vrsta kawakawa z majhnimi rdečkastimi pikami ali črtami; njegovo ime pomeni 'wekina kri' po neleteči ptici weka (Gallirallus australis).
- Kōkopu pounamu je olivno zelen s temnimi pikami, kar spominja na oznake treh vrst domorodnih sladkovodnih rib iz rodu Galaxias, ki se imenujejo tako.
- Cvetlični žad ali slikovni žad je pounamu s kremnimi, rumenimi ali rjavimi vključki zaradi oksidacije ali vremenskih vplivov na površini kamna. Razpoke v kamnu lahko omogočijo vstop nečistoč železa, rezbarji pa lahko nato uporabijo nastale vzorce. Cvetlični žad je najbolj znan iz okrožja Marsden blizu Hokitike.
- Tangiwai pounamu je prosojen kot steklo, vendar v široki paleti odtenkov. Če ga gledamo proti svetlobi, je podoben bistri kapljici vode. Ime pomeni »solze, ki izvirajo iz velike žalosti« in se nanaša na maorsko legendo o objokujoči ženski, katere solze so se spremenile v kamen.[7]

## Kemija
Žad je sestavljen iz dveh različnih kamnov: Jadeita in nefrita. Jadeit (natrijev aluminijev silikat) ima prepletene zrnate kristale, medtem ko ima nefrit (kalcijev magnezijev silikat) kristale, ki so prepleteni in vlaknati. Jadeit najdemo večinoma v Mjanmaru, nefrit pa v Evropi, Britanski Kolumbiji, Avstraliji in Novi Zelandiji. Novozelandski nefrit vsebuje različne količine železa, ki so odgovorni za njegovo paleto odtenkov, bogastvo zelene barve in prosojnost.

## Geološka formacija in lega
Pounamu običajno najdemo v rekah na določenih delih Južnega otoka kot neopazne balvane in kamne. Pounamu je bil najden na Novi Zelandiji na štirih glavnih lokacijah; Zahodna obala, Fiordland, zahodni Southland in okrožje Nelson. Običajno ga pridobijo iz rek in obal, kamor so ga reke odložile, potem ko so ga erodirale z gora. Skupina kamnin, iz katerih prihaja pounamu, se imenuje ofioliti. Ofioliti so rezine globokomorske oceanske skorje in del plašča. Ko se te kamnine globokega plašča (serpentinit) in kamnine skorje (mafične magmatske kamnine) skupaj segrejejo (metamorfizirajo), lahko na njihovem stiku nastane pounamu.
Ofiolitni pas gore Dun je bil metamorfiziran v zahodni Southland in pounamu iz tega pasu najdemo vzdolž vzhodnega in severnega roba Fiordlanda. Anita Bay Dunite blizu Milford Sounda / Piopiotahi je majhen, a zelo cenjen vir pounamuja. V Južnih Alpah se ultramafični pas pounamu v skrilavcu Haast pojavlja kot izolirani stroki, ki so erodirani in jih najdemo na rekah in plažah zahodne obale.
Eden od virov īnanga pounamuja na vrhu jezera Wakitipu je verjetno edino rudišče žada na svetu z vladno zaščito.

## Pomen za Maore
Pounamu igra zelo pomembno vlogo v maorski kulturi in je taonga (zaklad). Je in je bil pomemben del trgovine med iwi (plemenom) Ngāi Tahu z Južnega otoka in drugimi iwiji. Rezila iz pounamuja so bila zaželena za rezljanje lesa in tudi s prihodom kovinskega orodja so se uporabljala orodja pounamu. Ta so bila pogosto predelana v hei tiki (stilizirane človeške figure, ki se nosijo kot obeski) in druge taonge, ko niso bila več uporabna za rezljanje lesa. Po prihodu Ngāi Tahujev na Južni otok sredi 18. stoletja se je proizvodnja pounamu povečala. Pounamu obrtništvo in trgovina sta bili pomembni za gospodarstvo Ngāi Tahujev.
Pounamu taonga povečujejo mano (duhovno moč ali prestiž), ko prehajajo iz ene generacije v drugo. Verjame se, da pounamu absorbira mano svojih preteklih lastnikov in nekateri deli iz dediščine so poimenovani po nekdanjem lastniku v spomin na njihov položaj in avtoriteto. Najbolj cenjene taonge so tiste z znano zgodovino, ki sega več generacij nazaj: zanje se verjame, da imajo lastno mano in so jih pogosto dajali kot darila za sklenitev pomembnih dogovorov.
Pounamu taonga vključuje orodja, kot so toki (dleta), whao (dleta), whao whakakōka (žlebovi), ripi pounamu (noži), strgala, šila, kladiva in konice za vrtanje. Orodja za lov vključujejo matau (ribiške trnke) in vabe, konice sulic in kākā poria (obroče za noge za pripenjanje ptic v ujetništvu); orožje in okraski, kot so obeski (hei tiki, hei matau in pekapeka), obeski za ušesa (kuru in kapeu) in igle za plašč. Funkcionalna orodja pounamu so pogosto nosili tako iz praktičnih kot okrasnih razlogov in so jih še naprej nosili kot povsem okrasne obeske (hei kakī), tudi potem, ko jih niso več uporabljali kot orodje.
Pounamu najdemo le na Južnem otoku Nove Zelandije, ki je v maorščini znan kot Te Wai Pounamu ('[dežela] Greenstone Water') ali Te Wahi Pounamu ('Mesto Greenstone'). Leta 1997 je krona vrnila lastništvo vseh naravno prisotnih pounamu na Južni otok iwi Ngāi Tahu (ali Kai Tahu), kot del poravnave zahtevkov Ngāi Tahu.
Pounamu je bil za Maore tako dragocen, da je bil mir utrjen z izmenjavo dragocenih izrezljanih dediščin, kar je ustvarilo tisto, kar se je figurativno imenovalo tautau pounamu (vrata iz zelenega kamna), kot v izreku Me tautau pounamu, kia kore ai e pakaru, ake, ake (Sklenimo mirovno pogodbo, ki je ne smemo nikoli prekiniti, za vekomaj).

### Pounamu poti
Obstajalo je ducat večjih poti pounamu, ki so se uporabljale pri trgovanju s pounamu, in veliko drugih manjših poti. Skupine od 6 do 12 naj bi poleti uporabljale poti, zlasti prek prelaza Haast Pass / Tioripatea.

## Sodobna uporaba
Nakit in drugi okrasni predmeti iz zlata in pounamu so bili še posebej modni na Novi Zelandiji v viktorijanskih in edvardijanskih letih v poznem 19. in zgodnjem 20. stoletju. Med Novozelandci je še vedno priljubljen in se pogosto daje kot darilo. Leta 2011 je novozelandski premier John Key podaril predsedniku Združenih držav Baracku Obami wahaiko (vrsto maorskega orožja), ustvarjeno iz pounamuja, ki ga je izrezljal novozelandski umetnik Aden Hoglund.
Razstava, ki jo je kuriral Te Papa leta 2007, imenovana Kura Pounamu, je predstavila 200 predmetov pounamu iz njihovih zbirk in povezala Novo Zelandijo in Kitajsko prek geografske lege nefrita in tudi visoke ravni umetnosti, dosežene v starodavni Kitajski in nato tisoče let pozneje med Maori. Razstava je obeležila 40 let diplomatskih odnosov med državama, ko je leta 2013 gostovala na petih prizoriščih na Kitajskem.
V animiranem filmu Moana iz leta 2016 je osrednja premisa vrniti ukradeno srce Te Fiti, ki se kaže v kamnitem amuletu pounamu.
Iskanje pounamu je kulturna dejavnost na Novi Zelandiji in je dovoljeno na določenih območjih zahodne obale Južnega otoka (Te Tai o Poutini) in je omejeno na tisto, kar je mogoče prenašati brez pomoči;  drugje v Kai Tahu območja plemena je nezakonito, medtem ko se nefritni žad lahko zakonito in brezplačno pridobiva iz Marlborougha in Nelsona. Leta 2009 sta bila David Anthony Saxton in njegov sin Morgan David Saxton obsojena na dve leti in pol zapora zaradi kraje zelenega kamna s helikopterjem z južne zahodne obale.

## Galerija
- Hinepare, ženska iz plemena Ngāti Kahungunu. Okoli vratu nosi pounamu hei-tiki ter en uhan pounamu in en uhan iz zoba morskega psa
- Ušesni obesek (pekapeka), ljudstvo Māori, pounamu in rdeči pečatni vosek
- Kataore, zgolj pounamu (42 cm × 12 cm), poimenovan po poglavarju Ngāi Tahu, ki ga je v 1830-ih ubil Te Rauparaha. Riwai Te Ahu podaril siru Georgeu Greyu.
- Portret Wahanui Reihana Te Huatareja, ki nosi mero in nosi hei-tiki iz pounamuja
- Portret Rangija Topeore, ki nosi številne pounamu predmete
- Nephritni pounamu hei-tiki
- Kuru (ravni uhan). Kapeu so podobni, vendar z ukrivljenimi konci in se uporabljajo tudi kot pripomočki za izraščanje zob
- Kākā pōria, obroč za ptičjo nogo, ki se uporablja za pripenjanje vab ptic, ki se uporabljajo pri lovu.